# Министър на културата на България
Министърът на културата на България е член на правителството, т.е. на изпълнителната власт (кабинета), ръководи и координира културните обекти на територията на страната и провежда нейната културна политика. Избиран е от парламента или се назначава от държавния глава на България.

## Министри
Списъкът на министрите на културата е подреден по ред на правителство.

### Министър на пропагандата (1944)
| правителство | име          | дати                                 | партия     | партия |
| ------------ | ------------ | ------------------------------------ | ---------- | ------ |
| 63           | Димо Казасов | 9 септември 1944 – 10 септември 1944 | безпартиен |        |

### Министър на информацията и изкуствата (1944 – 1947)
| правителство | име          | дати                               | партия     | партия |
| ------------ | ------------ | ---------------------------------- | ---------- | ------ |
| 63           | Димо Казасов | 10 септември 1944 – 31 март 1946   | безпартиен |        |
| 64           | Димо Казасов | 31 март 1946 – 22 ноември 1946     | безпартиен |        |
| 65           | Димо Казасов | 22 ноември 1946 – 11 декември 1947 | безпартиен |        |

- От 11 септември 1945 Министерство на пропагандата (МПроп.) е преименувано на Министерство на информацията и изкуствата (МИИ).

### Председател на Комитета за наука, изкуство и култура
| правителство | име             | дати                             | партия  | партия |
| ------------ | --------------- | -------------------------------- | ------- | ------ |
| 65           | Вълко Червенков | 11 декември 1947 – 6 август 1949 | БРП (к) |        |
| 65           | Карло Луканов   | 6 август 1949 – 5 декември 1949  | БКП     |        |
| 65           | Сава Гановски   | 5 декември 1949 – 20 януари 1950 | БКП     |        |
| 66           | Сава Гановски   | 20 януари 1950 – 4 февруари 1952 | БКП     |        |
| 66           | Рубен Аврамов   | 4 февруари 1952 – 16 януари 1954 | БКП     |        |
| 67           | Рубен Аврамов   | 16 януари 1954 – 6 февруари 1954 | БКП     |        |

- С ПМС № 2 от 23 декември 1947 въз основа на чл. 39 от новата Конституция на НРБ (1947) се създава Комитет за наука, изкуство и култура (КНИК) с ранг на министерство и неговият председател е член на правителството. КНИК съществува до 6 февруари 1954 г., когато се създава Министерство на културата (МК).

### Министър на културата (1954 – 1957)
| правителство | име           | дати                            | партия | партия |
| ------------ | ------------- | ------------------------------- | ------ | ------ |
| 69           | Рубен Аврамов | 6 февруари 1954 – 18 април 1956 | БКП    |        |
| 70           | Рубен Аврамов | 18 април 1956 – 1 февруари 1957 | БКП    |        |

- С Указ № 26 от 6 февруари 1954 на ПНС КНИК е преобразуван в Министерство на културата (МК).

### Министър на просветата и културата (1957 – 1963)
| правителство | име             | дати                                | партия | партия |
| ------------ | --------------- | ----------------------------------- | ------ | ------ |
| 70           | Демир Янев      | 1 февруари 1957 – 15 януари 1958    | БКП    |        |
| 71           | Вълко Червенков | 15 януари 1958 – 9 юни 1958         | БКП    |        |
| 71           | Живко Живков    | 9 юни 1958 – 25 декември 1958       | БКП    |        |
| 71           | Начо Папазов    | 25 декември 1958 – 17 март 1962     | БКП    |        |
| 72           | Начо Папазов    | 17 март 1962 – 27 септември 1962    | БКП    |        |
| 72           | Ганчо Ганев     | 27 септември 1962 – 27 ноември 1962 | БКП    |        |
| 73           | Ганчо Ганев     | 27 ноември 1962 – 25 май 1963       | БКП    |        |

- С Указ № 59 от 1 февруари 1957 на ПНС МК и Министерство на народната просвета (МНП) се обединяват в Министерство на просветата и културата (МПК). МПК съществува до 1963 година.

### Председател на Комитета за култура и изкуство (1963 – 1966)
| правителство | име         | дати                       | партия | партия |
| ------------ | ----------- | -------------------------- | ------ | ------ |
| 73           | Петър Вутов | 25 май 1963 – 12 март 1966 | БКП    |        |

- С Указ № 396 от 25 май 1963 на ПНС МПК е ликвидирано. Функциите му се поемат от МНП и Комитета за култура и изкуство (ККИ).

### Председател на Комитета за изкуство и култура (1966 – 1977)
| правителство | име             | дати                           | партия | партия |
| ------------ | --------------- | ------------------------------ | ------ | ------ |
| 74           | Павел Матев     | 12 март 1966 – 9 юли 1971      | БКП    |        |
| 75           | Павел Матев     | 9 юли 1971 – 3 юли 1975        | БКП    |        |
| 75           | Людмила Живкова | 3 юли 1975 – 17 юни 1976       | БКП    |        |
| 76           | Людмила Живкова | 17 юни 1976 – 22 декември 1977 | БКП    |        |

- На Първия конгрес на българската култура (19 – 21 май 1966 г.) се въвежда т.нар. обществено-държавно начало в управлението на културата. Конгресът се утвърждава като основен ръководен орган на културните процеси в страната. Вследствие на неговите решения ККИ се преименува в Комитета за изкуство и култура (КИК). Промяната на името не довежда до структурни и функционални изменения в работата на комитета. КИК съществува до 1977 година.

### Председател на Комитета за култура (1977 – 1986)
| правителство | име                   | дати                           | партия | партия |
| ------------ | --------------------- | ------------------------------ | ------ | ------ |
| 76           | Людмила Живкова       | 23 декември 1977 – 18 юни 1981 | БКП    |        |
| 77           | Людмила Живкова       | 18 юни 1981 – 21 юли 1981      | БКП    |        |
| 77           | Георги Йорданов (БКП) | 2 февруари 1982 – 24 март 1986 | БКП    |        |

- Със Закон за преименуване на КИК в Комитет за култура (КК) от 23 декември 1977 се създава ново ведомство. С ПМС от 28 юли 1977, изменено и допълнено през 1983 г. на Четвъртия конгрес на културата, КК става изборен обществено-държавен орган с надведомствени функции и ранг на министерство, който провежда политиката на БКП и правителството в областта на културата и средствата за масова информация. Председателят на КК е член на правителството.
- От 26 март 1986 г. КК е без ранг на министерство и неговият председател не е член на правителството. КК се преименува в Комитет за култура при МС.

### Председател на Съвета за духовно развитите при МС (1986 – 1987)
| правителство | име                   | дати                        | партия | партия |
| ------------ | --------------------- | --------------------------- | ------ | ------ |
| 78           | Георги Йорданов (БКП) | 19 юни 1986 – 19 август1987 | БКП    |        |

Съветът за духовно развитие при Министерския съвет е създаден с решение на VIII народно събрание на 28 януари 1986 г., препотвърдено с решение на IX народно събрание от 19 юни 1986 г. Това един от четирите съвета при МС, които по своята структура са уникални в политическата история. В изпълнение на своите функции те издават решения, които имат силата на актове на Министерския съвет, т.е. на решения на правителството, и така те са равнопоставени на Министерския съвет. Това положение е без аналог в историята на българската политика както преди, така и след тяхното закриване. Председателите на тези съвети са и заместник-председатели на Министерския съвет (вицепремиери), и като такива председателите на тези съвети са изравнени по функции с министър-председателските в областта на съответния ресор. Например решенията на Съвета по селско и горско стопанство не само имат силата на актове на Министерския съвет, но и са задължителни за останалите министерства и другите ведомства.
С решение на Народното събрание от 28 януари 1986 г. Георги Йорданов е избран за заместник-председател на Министерския съвет (вицепремиер) и Председател на Съвета за духовно развитие при МС, като е единствен негов ръководител. Също така Съветът за духовно развитие при МС осъществява единно държавно ръководство и координира дейностите в културата, науката и образованието на страната, което се явява основна негова функция.

### Министър на културата, науката и просветата (1987 – 1989)
| правителство | име                   | дати                        | партия | партия |
| ------------ | --------------------- | --------------------------- | ------ | ------ |
| 78           | Георги Йорданов (БКП) | 19 август 1987 – 4 юли 1989 | БКП    |        |

- Министерство на културата, науката и просветата (МКНП), създадено на 19 август 1987 г., е със статут по-висок от този на обикновено министерство, тъй като има функции на суперминистерство, създадено така с още 4 суперминистерства (на икономиката и планирането, на външноикономическите връзки, на земеделието и горите и на народното здраве и социалните грижи), заедно с което МКНП наследява функциите на бившия Съвет по духовно развитие при Министерският съвет. Освен редовни министерски заповеди, министерството има право да издава заповеди, имащи силата на актове на Министерският съвет. В качеството си на министър на културата, науката и просветата Георги Йорданов получава и ранг на заместник-председател на Министерският свет, без протоколно да заема такава длъжност. Този статут на министерството е в сила до закриването му на 4 юли 1989 година.

### Министър на културата (1991 – 1992)
| правителство | име                | дати                                 | партия     | партия |
| ------------ | ------------------ | ------------------------------------ | ---------- | ------ |
| 79           | Кръстю Горанов     | 8 февруари 1990 – 21 септември 1990  | БСП        |        |
| 80           | Димо Димов         | 21 септември 1990 – 20 декември 1990 | безпартиен |        |
| 81           | Димо Димов         | 22 декември 1990 – 8 ноември 1991    | безпартиен |        |
| 82           | Елка Константинова | 8 ноември 1991 – 30 декември 1992    | СДС        |        |

### Министър на образованието, науката и културата (1992 – 1993)
| правителство | име           | дати                           | партия     | партия |
| ------------ | ------------- | ------------------------------ | ---------- | ------ |
| 83           | Марин Тодоров | 30 декември 1992 – 23 юни 1993 | безпартиен |        |

- В този период Министерството на културата е обединено с Министерство на образованието и науката.

### Министър на културата (1993 – 2005)
| правителство | име              | дати                              | партия     | партия |
| ------------ | ---------------- | --------------------------------- | ---------- | ------ |
| 83           | Ивайло Знеполски | 23 юни 1993 – 17 октомври 1994    | безпартиен |        |
| 84           | Ивайло Знеполски | 17 октомври 1994 – 25 януари 1995 | безпартиен |        |
| 85           | Георги Костов    | 25 януари 1995 – 10 юни 1996      | БСП        |        |
| 85           | Иван Маразов     | 10 юни 1996 – 12 февруари 1997    | БСП        |        |
| 86           | Емил Табаков     | 12 февруари 1997 – 21 май 1997    | СДС        |        |
| 87           | Емма Москова     | 21 май 1997 – 24 юли 2001         | СДС        |        |
| 88           | Божидар Абрашев  | 24 юли 2001 – 23 февруари 2005    | НДСВ       |        |

- Ресор „туризъм“ преминава от Министерството на икономиката в Министерството на културата и туризма с Решение на XXXVIII (Обикновено) Народно събрание от 23 февруари 2005 година.

### Министър на културата и туризма (2005)
| правителство | име         | дати                              | партия | партия |
| ------------ | ----------- | --------------------------------- | ------ | ------ |
| 88           | Нина Чилова | 23 февруари 2005 – 16 август 2005 | НДСВ   |        |

### Министър на културата (2005–понастоящем)
| правителство | име              | дати                                 | партия     | партия |
| ------------ | ---------------- | ------------------------------------ | ---------- | ------ |
| 89           | Стефан Данаилов  | 16 август 2005 – 27 юли 2009         | БСП        |        |
| 90           | Вежди Рашидов    | 27 юли 2009 – 13 март 2013           | ГЕРБ       |        |
| 91           | Владимир Пенев   | 13 март 2013 – 29 май 2013           | безпартиен |        |
| 92           | Петър Стоянович  | 29 май 2013 – 6 август 2014          | безпартиен |        |
| 93           | Мартин Иванов    | 6 август 2014 – 7 ноември 2014       | безпартиен |        |
| 94           | Вежди Рашидов    | 7 ноември 2014 – 27 януари 2017      | ГЕРБ       |        |
| 95           | Рашко Младенов   | 27 януари 2017 – 4 май 2017          | безпартиен |        |
| 96           | Боил Банов       | 4 май 2017 – 12 май 2021             | ГЕРБ       |        |
| 97           | Велислав Минеков | 12 май 2021 – 16 септември 2021      | безпартиен |        |
| 98           | Велислав Минеков | 16 септември 2021 – 13 декември 2021 | безпартиен |        |
| 99           | Атанас Атанасов  | 13 декември 2021 – 2 август 2022     | ПП         |        |
| 100          | Велислав Минеков | 2 август 2022 – 3 февруари 2023      | безпартиен |        |
| 101          | Найден Тодоров   | 3 февруари 2023 – 6 юни 2023         | безпартиен |        |
| 102          | Кръстю Кръстев   | 6 юни 2023 – 9 април 2024            | безпартиен |        |
| 103          | Найден Тодоров   | 9 април 2024 – 27 август 2024        | безпартиен |        |
| 104          | Найден Тодоров   | 27 август 2024 – 16 януари 2025      | безпартиен |        |
| 105          | Мариан Бачев     | 16 януари 2025 – …                   | ИТН        |        |